# Phyllanthus acuminatus
Phyllanthus acuminatus är en emblikaväxtart som beskrevs av Vahl. Phyllanthus acuminatus ingår i släktet Phyllanthus och familjen emblikaväxter. Inga underarter finns listade i Catalogue of Life.